# Lunettes d'obscurité
Pour les articles homonymes, voir Lunette.

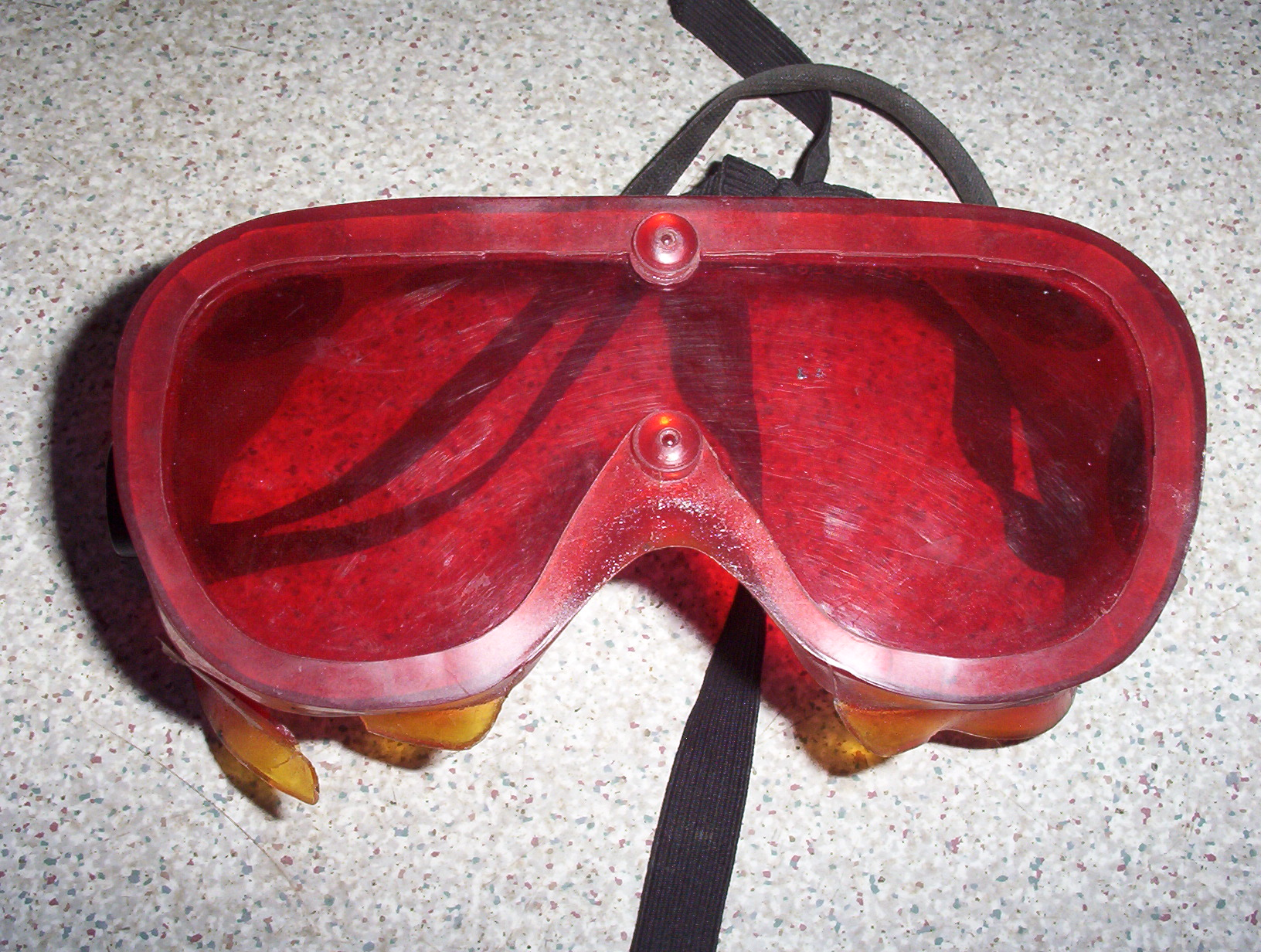
Lunettes d'obscurité pour l'observation météorologique

Les lunettes d'obscurité sont un type particulier de lunettes de protection qui permettent à l'utilisateur d'ajuster sa vision à la faible luminosité nocturne. Elles sont particulièrement utilisées par les techniciens pour prendre les mesures de visibilité aux stations météorologiques ou pour diminuer les reflets lors de l'observation des nuages par journée ensoleillée. Elles ont été inventées en 1916 par un physiologiste allemand, Wilhelm Trendelenburgen, pour être utilisées en fluoroscopie.

## Description
Il s'agit de lunettes colorées, généralement en rouge, qui recouvrent le haut du visage. Elles sont mises à l'intérieur de la station durant un certain temps avant de sortir pour faire l'observation. En réduisant la quantité de lumière atteignant l’œil, elles permettent la dilatation de l'iris. En sortant dans la nuit, l'observateur les enlève et peut ainsi voir mieux dans la faible luminosité ce qui aide à voir les points de repère permettant d'estimer la visibilité horizontale.
Ces lunettes peuvent également être portées de jour à l'extérieur pour l'identification des types de nuages en réduisant les reflets. Elles ne doivent cependant pas servir à l'estimation de la visibilité car elles peuvent limiter la portée visuelle.